# Ferdynand Ruszczyc

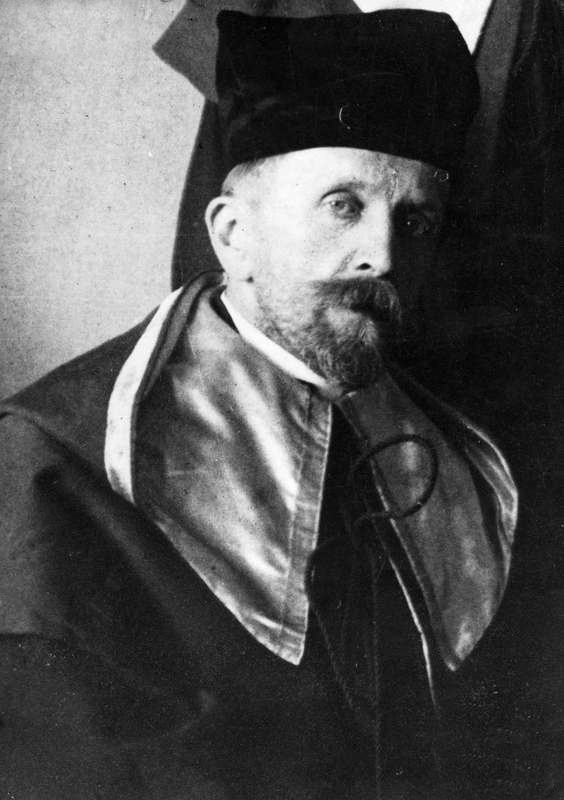
Ferdynand Ruszczyc

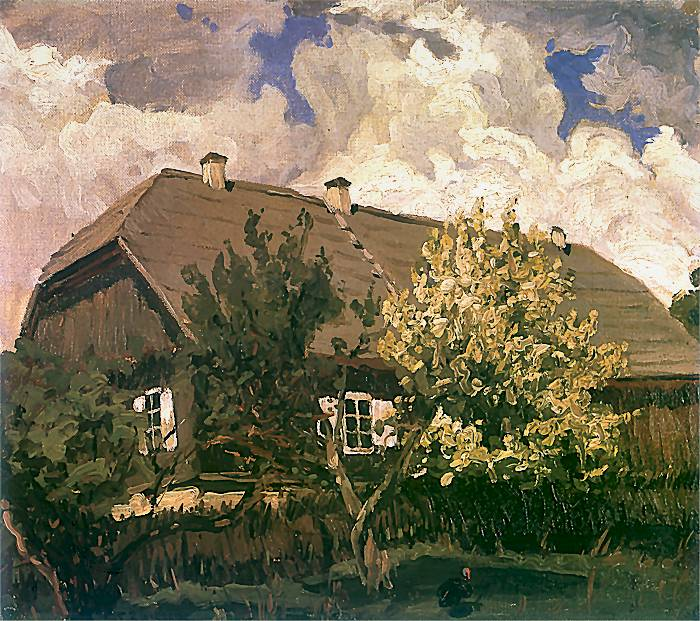
Haus in Bohdanow, Werk von Ruszczyc

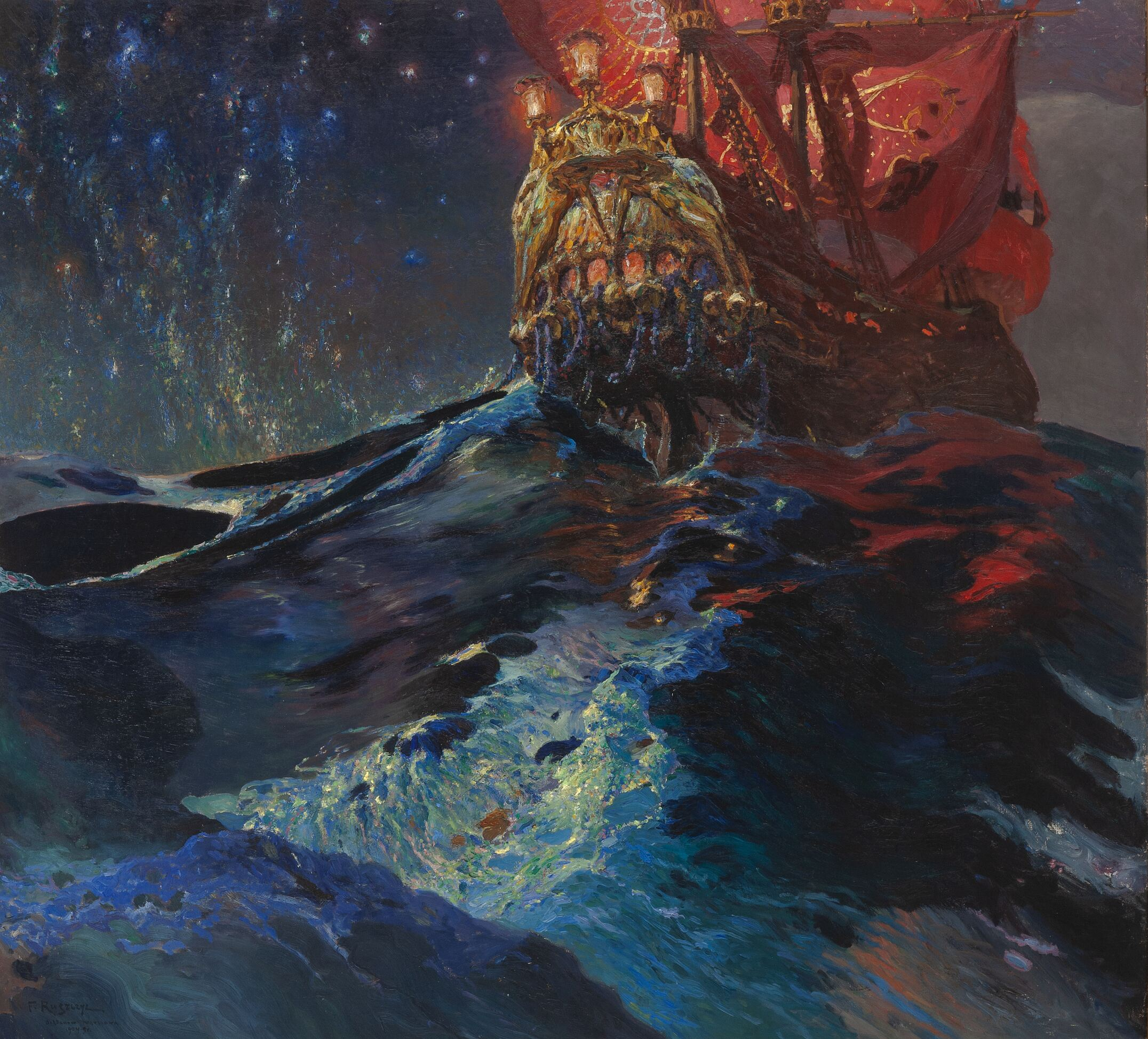
Nec Mergitur, Werk von Ruszczyc

Ferdynand Ruszczyc (* 10. Dezember 1870 in Bohdanów; † 30. Oktober 1936 ebenda) war ein polnischer Maler und Grafiker des Symbolismus.

## Leben
Ruszczyc studierte ab 1890 Jura an der Universität von Sankt Petersburg. Von 1892 bis 1897 absolvierte er eine Ausbildung als Maler an der Akademie der bildenden Künste bei Iwan Iwanowitsch Schischkin und Archip Iwanowitsch Kuindschi. Bei Urlaubsaufenthalten auf Krim, Rügen, Bornholm und in Südschweden fand er Motive für seine Gemälde. Auf einer Europareise 1898 besuchte er u. a. Berlin, Köln, Paris, Brüssel, Basel, Mailand, Venedig und Wien.
1899, 1901 und 1901 nahm er an Gruppenausstellungen der Zeitschrift Mir Iskusstwa teil. Seit 1900 war er Mitglied der polnischen Künstlergewerkschaft Sztuka, mit der er regelmäßig ausstellte. Auch an den Ausstellungen ehemaliger Absolventen der Petersburger Kunstakademie (ab 1900) und der Warschauer Towarzystwo Zachęty Sztuk Pięknych (Gesellschaft zur Förderung der Künste, 1904–07) nahm er regelmäßig teil.
Mit Kazimierz Stabrowski, Xawery Dunikowski, Konrad Krzyżanowski und Karol Tichy gründete er die Schule der Schönen Künste Warschau, wo er unterrichtete. Im Studienjahr 1907–1908 hatte er an der Krakauer Akademie der Schönen Künste den Lehrstuhl für Landschaftsmalerei inne.
1908 veranstaltete er mit Józef Mehoffer eine Ausstellung polnischer Malerei in Wien. Danach ließ er sich in Vilnius nieder. Hier widmete er sich der Lehrtätigkeit, organisierte kulturelle Veranstaltungen und betätigte sich als Grafikdesigner, Plakatgestalter und Illustrator. Als Kostümbildner beteiligte er sich an mehreren Aufführungen des städtischen Theaters, und er war Mitglied des Komitees zur Erhaltung des Adam-Mickiewicz-Denkmals der Stadt. 1918–19 beteiligte er sich an der Gründung der Fakultät der Schönen Künste an der Stephan-Báthory-Universität, deren erster Dekan er wurde.
Ruszczyc war mit der dänischstämmigen Regina Rouck († 1939) verheiratet, mit der er drei Söhne und drei Töchter hatte. Das jüngste der sechs Kinder war die bekannte Ägyptologin Barbara Ruszczyc, älteste Tochter war die Kunsthistorikerin Janina Ruszczyc, die sich nicht zuletzt um das Vermächtnis ihres Vaters sehr verdient gemacht hatte. Die mittlere Tochter Eva starb nur wenig nach dem Zweiten Weltkrieg. Alle drei Söhne schlossen sich der Polnischen Untergrundarmee an und machten nach dem Krieg auf ihre Weise Karriere. Edward Ruszczyc wurde Ingenieur und gab später die Tagebücher des Vaters heraus. Der mittlere Sohn Oscar Ruszczyc emigrierte in die USA und wurde dort Psychologie-Professor an der Columbia University. Der jüngste Sohn Andrzej wurde Arzt. Edwards Sohn Ferdynand Ruszczyc wurde ebenfalls Kunsthistoriker und Generaldirektor des Nationalmuseums Warschau, wo auch schon Janina gewirkt hatte.

## Werke
- Krym – brzeg morza, 1895
- Morze i skały, 1895
- Młyn zima o zachodzie, 1897
- Ziemia, 1898
- Sobótki, 1898
- Ostatni śnieg, 1898–99
- Ruczaj leśny, 1898–1900

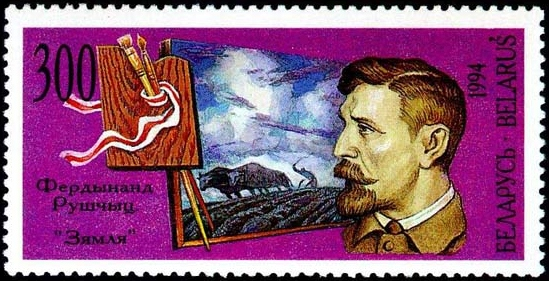
Belarussische Briefmarke

- Wieczór. Pejzaż znad Wilejki, 1899–1900
- Stare jabłonie, 1900
- Z brzegów Wilejki, 1900
- Krajobraz wiosenny, 1900
- Obłoki odbite w wodzie, 1900
- W świat, 1901
- Dom w Bohdanowie, 1901
- Pustka, 1901
- Obłok, 1902
- Przeszłość, 1902–03
- Stary dom, 1903
- Bajka zimowa, 1904
- Nec mergitur, 1904–05
- Biały mazur, 1905
- Wnętrze z Bohdanowa - kantorek, 1906
- Wnętrze z Włoch pod Warszawą, 1906
- Wiosna, 1907